# Sam DeStefano
Sam „Mad Sam“ DeStefano (* 13. September 1909 in Streator, Illinois; † 14. April 1973 in Chicago) war ein italo-amerikanischer Gangster, der vom Chicago Outfit als Kredithai und Auftragskiller eingesetzt wurde.
Das Outfit benutzte den psychisch instabilen, sadistischen DeStefano für die Foltermorde an Leo Foreman und Arthur Adler, den Mord an DeStefanos jüngeren Bruder Michael DeStefano, dem Kredithai und Outfit-Mitglieds William „Action“ Jackson und vieler anderer Menschen. Aufgrund seiner instabilen Psyche wurde DeStefano nie als Vollmitglied in die Mafia aufgenommen.
Ein Insider des Outfits, Charles Crimaldi, behauptete, DeStefano sei Satanist gewesen.
Der FBI-Agent William F. Roemer, Jr. beschrieb DeStefano als den schlimmsten Folterer und Mörder in der Geschichte der USA.

## Frühe Jahre
DeStefano wurde in Streator im US-Bundesstaat Illinois geboren. Die Eltern – Samuel DeStefano, Sr. und Rosalie DeStefano (geborene Brasco) – wanderten aus Sizilien 1903 in die Vereinigten Staaten aus. Als Teenager zog DeStefano mit seinen Eltern nach Chicago, wo der Vater im Stadtteil Little Italy ein gesetzestreues Leben als Gemüsehändler und Immobilienhändler führte und 1942 im Alter von 77 starb. Im Oktober 1960 starb auch seine Mutter, die sich als Hausfrau zeitlebens um die Kinder gekümmert hatte. Insgesamt hatte DeStefano fünf Geschwister.
1930 schloss sich DeStefano der 42-Gang an, wo er weitere spätere Mafiagrößen kennenlernte. Er beging zahlreiche Straftaten, wie Alkoholschmuggel, Banküberfälle, Raubüberfälle, illegales Glücksspiel. 1934 wurde er wegen Bankraubes zu elf Jahren Haft verurteilt, nach 10 Jahren kam er 1944 frei und wurde 1947 wegen Fälschung von Wertmarken verurteilt.
Im Gefängnis Leavenworth traf er auf die Outfit-Mitglieder Paul Ricca und Louis Campagna. 1952 arbeitet er für die Stadtverwaltung und obwohl die Fälschung seiner Zeugnisse entdeckt wurde, wurde er weiter beschäftigt.

## Geldeintreiber
In den frühen 1950ern stieg DeStefano in das Kreditgeschäft ein und wurde einer der ersten Kredithaie in Chicago. Zur Tarnung investierte er Geld aus seinen Raubzügen in legale Immobiliengeschäfte. DeStefano schaffte es, Einfluss auf Lokalpolitiker zu gewinnen und behauptete, es gäbe nichts, was er nicht durch Zahlung von Schmiergelder erreichen könnte.
Er selbst führte eine regelrechte Preisliste, die von Körperverletzung bis hin zum Mord reichte. Polizisten sollen ihm sogar Opfer zugeführt haben.
In den frühen 1960ern war DeStefano ein führender Geldeintreiber für das Outfit. Schuldner waren neben Kleinkriminellen auch Politiker und Anwälte. Die geforderten Zinssätze waren enorm; bis zu 20-25 % Zinsen pro Woche waren üblich und DeStefano genoss es, wenn Schuldner nicht zahlen konnten, da er sie dann foltern und ermorden konnte. Dazu hatte er eine schallsichere Folterkammer im Keller seines Hauses eingerichtet. Ehemalige Komplizen sagten später aus, DeStefano hätte vor Erregung Schaum vor dem Mund gehabt, wenn er seine Opfer quälte. Manchmal sollen auch Schuldner einfach nur zu Abschreckungszwecken ermordet worden seien.
Unter normalen Umständen, hätte das Outfit diese exzessive Gewalt nicht geduldet, jedoch brachte DeStefano mit seinem Geschäft sehr viel Geld in die Kassen des Outfits. Giancana und Tony Accardo sollen selbst in diese Geschäfte investiert haben.

## Blutspur
1961 wurde der Kredithai William „Action“ Jackson fälschlich vom Outfit verdächtigt, ein FBI-Informant zu sein. DeStefano entführte und folterte ihn mit Messern. Außerdem wurde er lebendig an einen Fleischerhaken gehängt, was dann zum Tod führte. Im November 1963 ermordete er Leo Foreman, einen ehemaligen Kollegen.
Peter Cappelletti, ein Gehilfe von DeStefano, floh mit 25.000 Dollar aus Chicago. DeStefano fand ihn und kettete ihn an eine Heizung und folterte ihn drei Tage lang. Dann zerrte er den verbrannten Körper in ein Restaurant, in dem sich Cappellettis Familie aufhielt. DeStefano zwang die Familie auf Cappeletti zu urinieren.
Im Umfeld DeStefanos war letztlich niemand mehr sicher, er soll einen Passanten entführt haben, ihn zu sich nach Hause gebracht haben und ihn gezwungen haben, mit DeStefanos Ehefrau Oral-Sex zu haben. Dies war als Strafaktion an seiner Frau gedacht.

## Das Ende
1965 wurde DeStefano zu einer 3–5-jährigen und am 22. Februar 1972 zu einer dreieinhalbjährigen Haftstrafe verurteilt, da er diesmal das Leben eines Zeugen bedroht hatte. Bei dem Zeugen handelte es sich um Charles Crimaldi, seinen ehemaligen Komplizen beim Mord an Leo Foreman.
DeStefano wurde einer Öffentlichkeit durch seine bizarren Auftritte bekannt. Er verteidigte sich selbst, trug dabei Pyjamas, trötete durch Hörner und brabbelte unverständliche Worte vor sich hin. Die Chicago-Outfit-Bosse begannen sich Sorgen zu machen, da sie befürchteten, dass DeStefano den Irren nicht nur spielen und sein Verhaltenden anderen Angeklagten schaden würde.
Am 14. April 1973 sollte es in der Garage (Stadtteil Galewood, North Sayre Avenue 1600) von DeStefano zu einem Treffen der Crew kommen, der DeStefano zugeordnet war. Mutmaßlich wären dann neben DeStefano auch sein Bruder Mario Anthony DeStefano, „Fat Freddy“ Sarno von der Winter Hill Gang in Massachusetts und Anthony Spilotro anwesend gewesen.
Nun soll aber Sarno bereits kurz vor Beginn des geplanten Treffen erschienen sein und zweimal mit einer Schrotflinte auf DeStefano geschossen haben. Dabei traf er ihn in die Brust und riss ihm den linken Unterarm am Ellbogen ab, was ihn sofort tötete. Ob das Treffen doch stattfand und Anthony Spilotro die Schüsse abgegeben hat, würde dem Gewaltprofil von Spilotro zwar entsprechen, aber die Tat wurde nie aufgeklärt und niemand wurde je vor Gericht gestellt.